# Tom O'Horgan
Tom O'Horgan (Chicago, 3 mei 1924 – Venice (Florida), 11 januari 2009) was een Amerikaans theater- en filmregisseur en componist.
In het begin van zijn loopbaan werkte hij vooral op off-off-Broadway in experimentele theaterproducties, als "Love and Vexations" in de Caffe Cino in september 1963, To the Water Tower, When the Owl Screams en The Wrecking Ball als componist, Tom Paine, Masked Men en Birdbath als regisseur en in Futz! als beide. In 1974 ontwierp en regisseerde hij een theateraanpassing van de klassieke Beatlesplaat Sgt. Pepper's Lonely Hearts Club Band.
O'Horgan maakte zijn regisseursdebuut op Broadway zelf in 1968 met de musical Hair, die een Tony Award-nominatie kreeg voor beste musicalregie. Verder regisseerde hij Lenny, met Cliff Gorman als de controversiële Lenny Bruce, Jesus Christ Superstar, Dude, Inner City, The Leaf People en I Won't Dance.
O'Horgan won drie Drama Desk Award's voor zijn regie van de off-Broadwaystukken, Lenny, Futz! en Tom Paine en werd tot theaterregisseur van het jaar uitgeroepen door Newsweek in 1968.
O'Horgan componeerde de muziek en regisseerde de filmversie van Futz! met Frederic Forrest, Sally Kirkland en Jennifer O'Neill, componeerde de muziek van Alex in Wonderland en regisserde de filmversie van Eugene Ionesco's Rhinocéros met Zero Mostel, Gene Wilder en Karen Black. Hij stierf op 11 januari 2009.